# Suzon (Varèze)
Der Suzon ist ein Bach im Südosten vom Frankreich, der im Département Isère der Region Auvergne-Rhône-Alpes südlich der Stadt Vienne verläuft.

## Geografie

### Verlauf
Der Suzon entspringt unter dem Namen Ruisseau du Bois Plantier im südwestlichen Gemeindegebiet von Saint-Sorlin-de-Vienne, entwässert mit einem anfänglichen Bogen über Nordwest generell Richtung Westsüdwest und mündet nach rund 12 Kilometern im östlichen Gemeindegebiet von Auberives-sur-Varèze als rechter Zufluss in die Varèze. In seinem Unterlauf quert der Suzon die Autobahn A7.

### Orte am Fluss
(Reihenfolge in Fließrichtung)
- Chez Coursin, Gemeinde Saint-Sorlin-de-Vienne
- Le Brut, Gemeinde Jardin
- Les Côtes-d’Arey
- Cheyssieu
- Parassat, Gemeinde Auberives-sur-Varèze